# Inzersdorf im Kremstal
Inzersdorf im Kremstal är en ort och kommun i Österrike. Den ligger i distriktet Kirchdorf i förbundslandet Oberösterreich,  170 km väster om huvudstaden Wien. 
Kommunen består av fyra orter (Ortschaften) (inom parentes invånarantal 1 januari 2024):
- Lauterbach (399)
- Haselbäckau (147)
- Inzersdorf im Kremstal (1 189)
- Magdalenaberg (195)